# 楊弓会事件
楊弓会事件（ようきゅうかいじけん）とは、天文9年（1540年）9月に越前朝倉氏の内紛を巡って室町幕府で発生した政治的事件。
戦国時代に入って足利将軍の権威は低下したが、依然として諸大名の間では足利将軍との関係を維持することが、内部統制や敵対する大名の動きを牽制する上で有用であった。当然、敵対する大名側も同様の意図を持って足利将軍との関係維持に努めていたため、彼らによる影響力の行使の結果として出された将軍の命令によって大名の行動が制約されることもあり得たし、家中や国内事情などにより将軍の命令を拒否せざるを得ない事態もあり得た。そのため、諸大名は幕臣である申次を介して将軍との関係構築や幕府内の情報収集にあたっていた。
越前を支配する朝倉氏と若狭を支配する武田氏もその例外ではなかった。両氏はかねてから領土を巡って争い、相手家中の造反の動きを工作していた。天文7年（1538年）、武田信豊に対して従弟の武田信孝が反乱を起こすと朝倉孝景が信孝を支援し、武田信豊も本願寺と同盟を結んで朝倉氏を挟み撃ちにしようとした。その2年後の天文9年（1540年）には、朝倉孝景の弟である朝倉景高が兄と対立して出奔する事件が起きた。
天文9年9月、京都にある政所執事の伊勢貞孝の屋敷にて楊弓を楽しむ「楊弓会」が開かれ、その会に内談衆の本郷光泰とともに朝倉景高が参加していた。これを知った将軍足利義晴は伊勢を「義絶」（追放）、本郷を「生害」（切腹）にすると宣言し、本郷は出奔した。両者は翌年には赦されるが、本郷は内談衆の地位を失ったとされる。また、景高は京都を追われて後に武田氏の仲介で西国に亡命することになった。
事件の数日後、朝倉孝景はかねてから義晴に命じられていた禁裏修理料100貫文に更に景高を「御許容」しなかった御礼として更に50貫文を上乗せして献上し、内談衆の1人である大舘晴光にも10貫文を贈呈している。
実は大舘晴光は朝倉氏の申次、伊勢貞孝は武田氏の申次で、本郷光泰は若狭国に所領を持つ奉公衆で同国守護である武田氏とつながりが深かった。伊勢・本郷は幕府内において武田氏の立場を代弁すると同時に朝倉氏の力を弱めるために景高の支援を行っていた。これに対して大舘晴光は朝倉孝景の意向を受けて、景高の排除を工作していた。その結果、義晴は朝倉氏の当主である孝景に反抗する景高を許容せず、これに味方した政所の事実上のトップを一時的に失脚させるという、朝倉孝景に極めて有利な裁定を下し、朝倉氏はその御礼として多額の経済的支援で応えたのである。
当時の京都は諸大名による激しい外交戦の舞台であると同時に、家中内部の造反者が自らの立場を有利にするために家中と敵対する大名家の関係者や幕府の要人と接触できる可能性を持つ土地であった。更に大名と将軍の関係が悪化して、将軍が京都にいる造反者を許容する事態になれば、造反者が幕府や敵対大名の支援を公然と受けて反撃を行う可能性もあった。そうした事態を回避するために諸大名は将軍との安定した関係を維持する必要に迫られたのである。